# Hans-Robert Knoespel

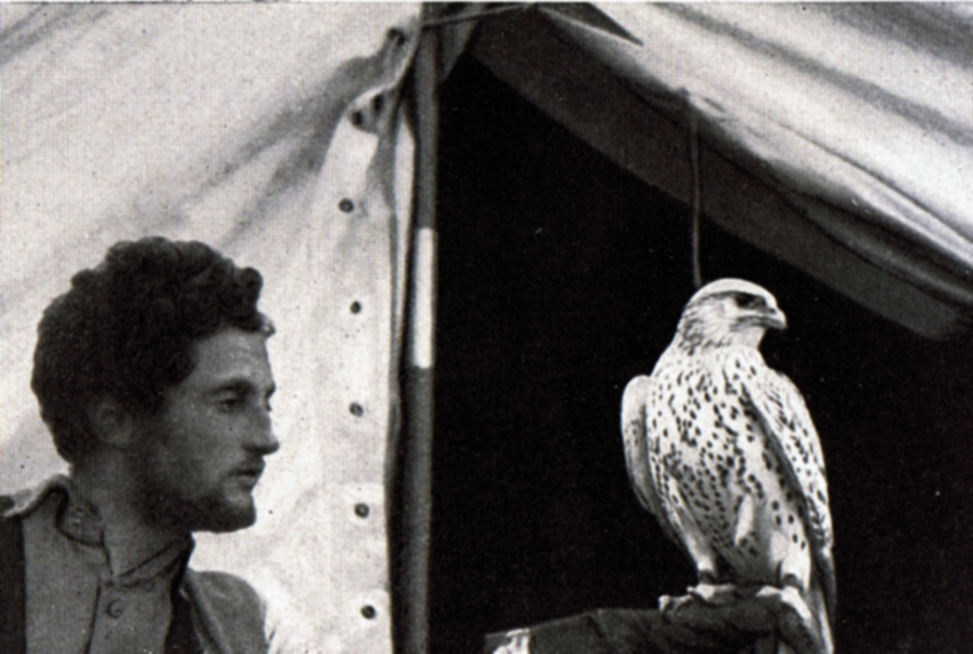
Hans-Robert Knoespel mit Polarfalken in Grönland 1938

Hans-Robert Knoespel (* 7. August 1915; † 30. Juni 1944 auf Spitzbergen) war ein deutscher Ornithologe und Polarforscher. Er erfand den Knoespel-Würfel.

## Herkunft und Ausbildung
Knoespel wuchs im Schwelm in Westfalen auf, wo seine Familie Land und einen Hof besaß, der auch über eine große Voliere verfügte. In der ländlichen Umgebung machte er sich gemeinsam mit seinem Bruder schon früh mit der Tierwelt vertraut. Bereits in der Schulzeit entwickelte er Begeisterung für die Falknerei, besuchte Fachtagungen und reiste, beispielsweise nach Schlesien. Seine Expertise wurde in Fachkreisen anerkannt, er begann, Artikel in Zeitschriften zu veröffentlichen, und arbeitete bei der Vogelwarte Rossitten an der Ostsee als Beringer. Mitte der Dreißiger Jahre unternahm Knoespel Reisen ins europäische Ausland, unter anderem nach Lappland und Island. Im Jahr 1937 wurde er als Falkner an den Braunschweiger Reichsjägerhof „Hermann Göring“ nach Riddagshausen berufen, der von der Hermann Göring-Stiftung finanziert wurde.

### Goldhöhe
1938 wurde Knoespel als Teilnehmer für die Herdemerten-Grönland-Expedition ausgewählt, die ebenfalls von der Hermann Göring-Stiftung finanziert wurde. Bei der Expedition untersuchte Knoespel die Vogelwelt Westgrönlands und gewann Polarerfahrung. Der Expeditionsleiter Kurt Herdemerten wählte Knoespel vor allem als kundigen Falkner, da das vordringliche Ziel der Expedition die Erforschung des weißen Gerfalken war. Es gelang, fünf dieser sogenannten „Grönlandfalken“ nach Deutschland zu überführen. Die ursprünglich geplante Ansiedlung im Harz erwies sich als wenig vielversprechend. Auf der Suche nach einer alternativen, klimatisch besseren Umgebung kam man als passenderen Ansiedlungsort der Vögel auf die Goldhöhe im Riesengebirge. Entsprechend war Knoespel nach Rückkehr von der Expedition auch am Aufbau der polaren Forschungsstation Goldhöhe im Riesengebirge beteiligt, wo die Ergebnisse der Forschungsreise ausgewertet werden sollten. Der Standort wurde gewählt, da die klimatischen Verhältnisse in diesem Gebiet mit denen in der Arktis vergleichbar schienen. Gleichzeitig begann Knoespel, in Breslau zu studieren, regte seine Kommilitonen zur Mitarbeit am Aufbau der Polarforschungsstation an und koordinierte die Kooperation der im Reichsforstamt angesiedelten Reichsstelle Naturschutz mit der Universität Breslau zur Erforschung biologischer Fragestellungen in der Arktis.

## Wettererfassung im Nordmeer
Neben seiner Arbeit auf der Forschungsstation begann Knoespel 1939 ein Biologiestudium an der Universität Breslau. 1940 brach er sein Studium ab, meldete sich freiwillig für den Marine-Wetterdienst und wurde aufgrund seiner Polarerfahrung Ausbildungsleiter für die so genannten Marinewettertrupps (MWT) auf der Station Goldhöhe, die nunmehr auch eine militärische Ausbildungsstation war. Knoespels erster Einsatz war die zweite Fahrt des Wetterschiffes Sachsen, die am 17. April 1941 begann. Er führte auf der Reise meteorologische und biologische Forschungen sowie ozeanographische Beobachtungen durch. Die Sachsen fuhr zunächst die Dänemarkstraße an und bezog dann eine Position bei Jan Mayen. Anfang Mai 1941 wurde das Schiff durch WBS 3 Lauenburg abgelöst. Zwischen Oktober 1941 und August 1942 leitete er das „Unternehmen Knospe“ und errichtete auf Spitzbergen eine Wetterstation. 1943/44 leitete Knoespel einen weiteren Einsatz, das „Unternehmen Kreuzritter“, auf Spitzbergen, wo er bei einer Sprengung ums Leben kam.

## Tod
Die Abholung des Wettertrupps war zunächst für den 24. Juni 1944 avisiert und sollte durch das U-Boot U 737 erfolgen. Am 22. wurde die Ankunft des Bootes auf das Monatsende verschoben. In den folgenden Tagen trübte sich die Wetterlage ein und es musste zunehmend mit Seenebel gerechnet werden. Knoespel befürchtete daher, dass die Besatzung des abholenden U-Bootes womöglich am falschen Küstenabschnitt anlanden könnte. Seine besondere Sorge galt dabei der sogenannten „Fangstmannhütte“, die zu Beginn der Unternehmung Kreuzritter vermint worden war. Er entschloss sich daher, die dort ausgelegten Sprengfallen zu neutralisieren und brach am Vormittag des 30. Juni 1944 in Begleitung eines Hundes zu der etwa drei Kilometer entfernten Hütte auf. Die Besatzung konnte seine Aktion mit dem Fernglas über die dazwischen liegende Sördals-Bucht hinweg beobachten.
Knoespel legte eine Sprengladung und ging außerhalb der Hütte in Deckung. Nachdem sich dort über eine Dreiviertelstunde nichts getan hatte, verließ er die Deckung und ging wieder auf die Hütte zu. In diesem Augenblick detonierte die Sprengladung, woraufhin Knoespel fiel und liegen blieb. Zwei Mann der Stationsbesatzung machten sich mit dem Hundeschlitten auf zur Unglücksstelle und fanden Knoespel ohne Bewusstsein vor. Auch U 737 war inzwischen eingetroffen. Dessen Bordarzt war allerdings nicht imstande, Knoespel zu helfen. Er verstarb drei Stunden nach der Explosion und wurde auf dem Gelände der Wetterstation begraben.